# Mistrzostwa Świata w Biathlonie 1992
27. Mistrzostwa Świata w Biathlonie odbyły się 22 marca 1992 roku w Nowosybirsku. Mistrzostwa odbywały się w tym samym roku co igrzyska olimpijskie w Albertville, dlatego rozegrana została tylko jedna konkurencja – bieg drużynowy, której zabrakło w programie olimpijskim. Reprezentanci Polski nie startowali.

## Mężczyźni
| Pozycja | Reprezentacja | Zawodnicy                                                                 | Strzelanie | Wynik   |
| ------- | ------------- | ------------------------------------------------------------------------- | ---------- | ------- |
|         | WNP           | Jewgienij Ried´kin Aleksandr Tropnikow Anatolij Żdanowicz Aleksandr Popow | 0 1 0 1    | 56:23,2 |
|         | Norwegia      | Frode Løberg Jon Åge Tyldum Sylfest Glimsdal Gisle Fenne                  | 0 2        | +8,1    |
|         | Estonia       | Aivo Udras Urmas Kaldvee Hillar Zahkna Kalju Ojaste                       | 0 1 0      | +50,5   |
| 4.      | Słowenia      | Uroš Velepec Jure Velepec Boštjan Lekan Janez Ožbolt                      | 0 1 0 1    | +1:07,2 |
| 5.      | Austria       | Franz Schuler Alfred Eder Ludwig Gredler Wolfgang Perner                  | 1 2        | +1:42,9 |
| 6.      | Francja       | Xavier Blond Thierry Dusserre Patrice Bailly-Salins Stéphane Bouthiaux    | 0 2 0      | +1:44,3 |
| 7.      | Niemcy        | Steffen Hoos Raik Dittrich Frank Luck Jens Steinigen                      | 0 1 2 1    | +2:41,5 |
| 8.      | Włochy        | Andreas Zingerle Hubert Leitgeb Johann Passler Wilfried Pallhuber         | 1 4        | +4:48,3 |

## Kobiety
| Pozycja | Reprezentacja  | Zawodniczki                                                                   | Strzelanie | Wynik   |
| ------- | -------------- | ----------------------------------------------------------------------------- | ---------- | ------- |
|         | Niemcy         | Petra Bauer Uschi Disl Inga Kesper Petra Schaaf                               | 1 2 0      | 57:32,5 |
|         | WNP            | Jelena Biełowa Inna Szeszkil Anfisa Riezcowa Swietłana Pieczorska             | 0 2 0      | +0,0    |
|         | Czechosłowacja | Gabriela Suvová Eva Háková Jana Vápeníková Jiřina Adamičková                  | 1 0 2      | +27,3   |
| 4.      | Francja        | Delphyne Burlet Véronique Claudel Anne Briand Corinne Niogret                 | 1 2 1      | +2:37,2 |
| 5.      | Norwegia       | Hildegunn Mikkelsplass Signe Trosten Grete Ingeborg Nykkelmo Elin Kristiansen | 1 4 3 0    | +3:13,5 |
| 6.      | Estonia        | Merle Viirmaa Jelena Všivtseva Eveli Peterson Krista Lepik                    | 1          | +4:55,9 |
| 7.      | Bułgaria       | Nadeżda Aleksiewa Siłwana Błagoewa Marija Manołowa Iwa Szkodrewa              | 1 2 1      | +5:24,7 |

## Klasyfikacja medalowa
| Miejsce | Państwo        |   |   |   | Razem |
| ------- | -------------- | - | - | - | ----- |
| 1.      | WNP            | 1 | 1 | 0 | 2     |
| 2.      | Niemcy         | 1 | 0 | 0 | 1     |
| 3.      | Norwegia       | 0 | 1 | 0 | 1     |
| 4.      | Czechosłowacja | 0 | 0 | 1 | 1     |
| 4.      | Estonia        | 0 | 0 | 1 | 1     |